# Анголета (Белуно)
Анголета (итал. Angoletta) је насеље у Италији у округу Белуно, региону Венето.
Према процени из 2011. у насељу је живело 20 становника. Насеље се налази на надморској висини од 977 м.